# Keizen Ono
Keizen Ono (小野 恵全 Ono Keizen; Tokyo, 1 de Outubro de 1925 - 22 de novembro de 2020) foi um mestre de aikido e o mais antigo praticante dessa arte no Brasil. Em 2006 recebeu o título de Shihan juntamente com o 7º dan. Ono Sensei recebeu o nome Keizende seu mestre Reishin Kawai, introdutor do aikido no Brasil.

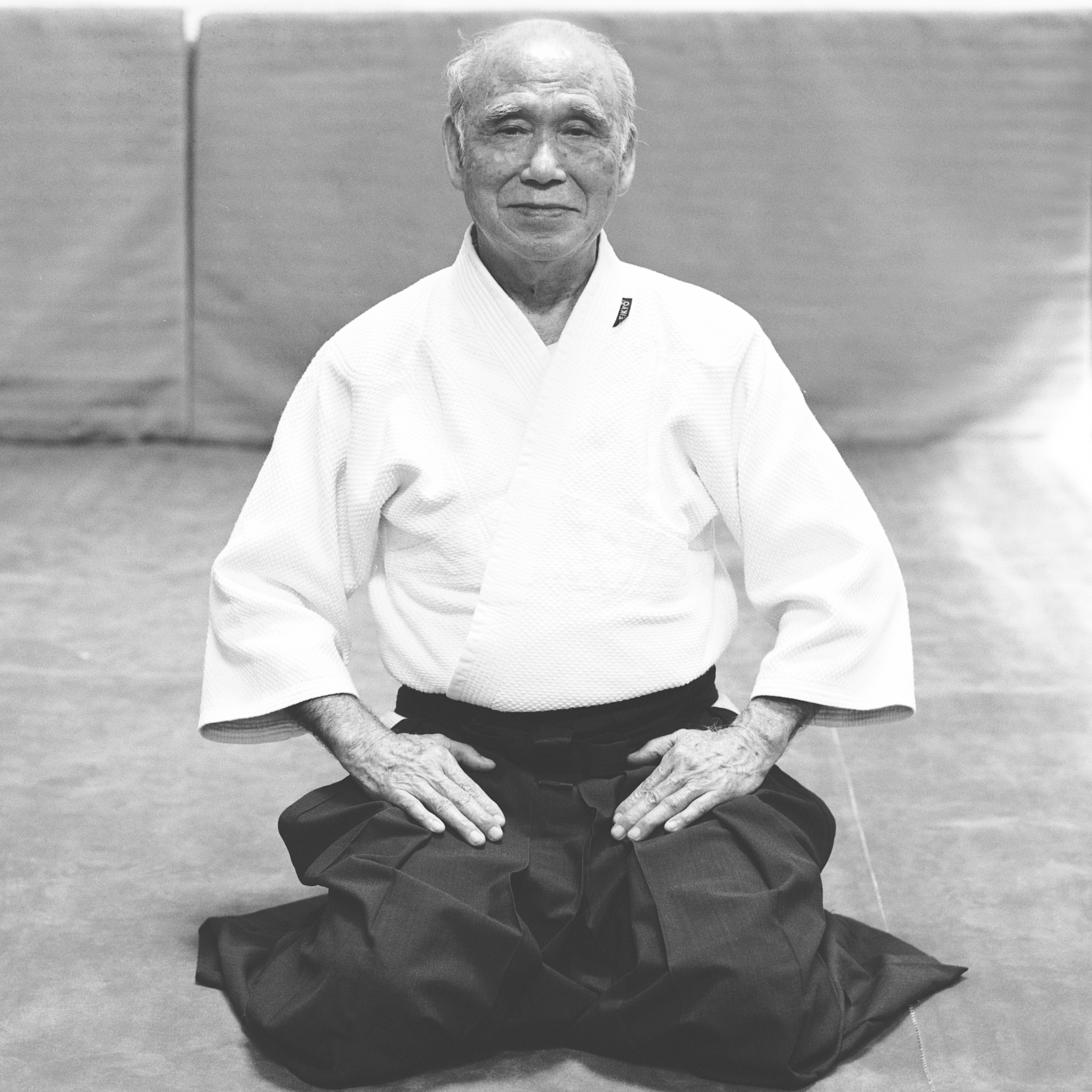
Keizen Ono, 7º dan Aikido

## Biografia
Nascido em Tokyo, Japão, Kenji Ono (小野賢司 Ono Kenji) é o primogênito de seis irmãos (Sumiko, Mioko, Takashi, Seiji e Yoshiji). Seu pai, Tyoji Ono, trabalhava em uma empresa de manutenção elétrica. Sua mãe chamava-se Massayo Ono. Aos 9 anos de idade, Kenji e sua família chegam ao Brasil e desembarcam no porto de Santos no dia 26 de julho de 1934.
Leitor assíduo, viu pela primeira vez em 1938 um artigo a respeito do aiki-jujutsu. Se interessou bastante e compra o primeiro livro sobre aikido, escrito pelo próprio fundador da arte, Morihei Ueshiba. Quando se mudou para São Paulo, Ono Sensei procura por lugares onde poderia aprender aikido. Mas a arte ainda nessa época não havia chegado ao Brasil. Começa então a treinar Judô com Kurachi Sensei (4º dan) em 1958, em um Dojo no bairro de Santo Amaro. Nessa época, aprendeu observando, técnicas de reanimação e manobras para reduzir luxações, que eram ensinados secretamente para os instrutores de artes marciais. Após 4 anos de treino recebe a faixa-preta.
Em março de 1963 Reishin Kawai traz o aikido para o Brasil. Kenji Ono vai assistir a demonstração inaugural e gosta do que vê. Uma semana mais tarde estava matriculado como o sexto aluno da primeira academia de aikido da América latina. Reishin Kawai, além de ensinar aikido instruiu Keizen Ono nas técnicas de shiatsu e acupuntura. Quando chegou ao nível de 3º dan, em 1967, Keizen Ono recebe de seu mestre a academia situada na rua das Carmelitas. Começa então a formar sua própria turma de aikidoístas. Além das aulas de aikido, Keizen Ono exercia a profissão de acupunturista num consultório localizado no Cambuci. Trabalhou durante dois anos nesse consultório quando optou pelo atendimento à domicilio, uma atividade que exerceu por quase 40 anos.
Em 1971 Keizen Ono vai para o Japão e treina no Hombu Dojo com o dirigente da época Kisshomaru Ueshiba. Paralelamente aos treinos de aikido faz um curso denominado Kossugui Shiki Seishin Toitsu-ho (método do Professor Kossugui que unifica o corpo com mente-sentimento), em Kamakura. O novo conhecimento modifica sua técnica de aikido, e muda inclusive sua maneira de praticar shiatsu.
Keizen Ono faz uma segunda viagem ao Japão, em 1977 e durante quatro meses estuda os aspectos espirituais do aikido.
Em 1978, Kisshomaru Ueshiba, veio ao Brasil convidado por Reishin Kawai. Nessa primeira excursão veio acompanhado de dois outros grandes nomes do aikido mundial, Seigo Yamaguchi e Ichiro Shibata. Keizen Ono sempre recorda seu deslumbramento ao relembrar-se dos movimentos circulares e fluidos destes mestres vindos do Japão.
A segunda visita do Doshu ocorreu em 1990 e marcou profundamente Keizen Ono, que já crescia dentro da arte e pôde vislumbrar todas as sutilezas que passaram despercebidas em momentos anteriores. Dessa vez Kisshomaru Ueshiba trouxe em sua comitiva Osawa Hayato e Etsuji Horie.
Em 1991 Keizen Ono lê pela primeira vez uma reportagem a respeito do método de respiração do Mestre Kozo Nishino. Era o que procurava. Aprofunda sua pesquisa, tem acesso a vídeos e outros livros e introduz o método nos treinos de aikido. Com a prática, as técnicas de respiração baseadas no Sokushin Kokyu Ho (respiração pela sola dos pés), foram incorporados aos movimentos de Keizen Ono, e a sua maneira de fazer aikido mudou completamente.
Em 1991 Reishin Kawai desliga-se da FEPAI – Federação Paulista de Aikido e Keizen Ono o segue. É criada a União Aikikai do Brasil, que mais tarde se tornaria União Sul-Americana de Aikido. A partir daí Reishin Kawai outorga à Keizen Ono autonomia para promover seus próprios alunos, dentro de sua própria academia. Antes dessa ruptura, todos os alunos treinados sob a supervisão de Ono Sensei eram submetidos a uma banca examinadora estabelecida pela FEPAI. Como sua concepção de aikido era diferente do estilo de outras academias, muitos dos alunos eram reprovados.
No dia 1º de setembro de 1979 é criada a APA - Associação Pesquisa de Aikido. Em setembro de 1995, Ono Sensei e Dayse, sua segunda esposa, constroem uma nova academia no bairro da Aclimação, próximo ao metrô Ana Rosa, zona central de São Paulo.
Ono Sensei faleceu no dia 22 de novembro de 2020 e está enterrado no Cemitério Congonhas, São Paulo - Capital. O velório contou com a presença de familiares, amigos e alunos que participaram de uma celebração budista da religião Agon Shu da qual o Sensei fazia parte. 
Muitos dos professores de aikido em atividade no país foram formados por Keizen Ono Sensei ou por seus discípulos.

## Aikido em sua essência
Em outubro de 2017 foi publicado o livro: Aikido em sua essência, pela Bueno Editora. Escrito por Ricardo Miyajima, traz passagens da vida de Ono Sensei que se entrelaçam com a história do Aikido no Brasil.

## Graduações
- 1º dan registrado na Aikikai em dezembro de 1963
- 2º dan registrado na Aikikai em 15 de junho de 1967
- 3º dan registrado na Aikikai em 14 de novembro de 1968
- 4º dan registrado na Aikikai em 26 de abril de 1973
- 5º dan registrado na Aikikai em 05 de setembro de 1984
- 6º dan registrado na Aikikai em 16 de novembro de 1991
- 7º dan registrado na Aikikai em 08 de janeiro de 2006, junto com o título de Shihan